# Grundulus cochae
Grundulus cochae is een straalvinnige vissensoort uit de familie van de karperzalmen (Characidae). De wetenschappelijke naam van de soort is voor het eerst geldig gepubliceerd in 2003 door Román-Valencia, Paepke & Pantoja.

## Voorkomen
De vis komt alleen voor in een gletsjermeertje (Lago de la Cocha) in het Colombiaanse departement Nariño.